# Penthe rufopubens
Penthe rufopubens es una especie de coleóptero de la familia Tetratomidae.

## Distribución geográfica
Habita en India.